# Europs diffusus
Europs diffusus es una especie de coleóptero de la familia Monotomidae.

## Distribución geográfica
Habita en México y Panamá.